# Würzburška stolnica
Würzburška stolnica (nemško Würzburger Dom) je rimskokatoliška stolnica v Würzburgu na Bavarskem v Nemčiji, posvečena svetemu Kilijanu. Je sedež würzburškega škofa in že več sto let služi kot pokopališče würzburških knezoškofov. S skupno dolžino 103 metre je četrta največja romanska cerkvena stavba v Nemčiji in mojstrovina nemške arhitekture iz salijskega obdobja. Pomembni poznejši dodatki vključujejo delo Tilmana Riemenschneiderja in Balthasarja Neumanna. Stolnico so britanske bombe marca 1945 močno poškodovale, po drugi svetovni vojni pa so jo obnovili.

## Zgodovina
Današnjo stolnico je od leta 1040 dalje gradil würzburški škof Bruno. Verjetno je bila to tretja cerkev na mestu: prejšnji dve, zgrajeni okoli leta 787 oziroma 855, je uničil in močno poškodoval požar. Po Brunovi naključni smrti leta 1045 je njegov naslednik Adalbero dokončal gradnjo leta 1075. Zaradi več prezidav, zlasti po letu 1133, je bila stolnica posvečena šele leta 1187. Ta cerkev je že imela močan križni tloris, ki je še danes prisoten: dolgo ladjo z visokim korom, širokim transeptom in dvema ozkima zahodnima stolpoma.
Po letu 1237 so dvignili prvotno nižje vzhodne stolpe, ki kažejo značilnosti zgodnjega gotskega sloga.
Stranski ladji sta bili okoli leta 1500 predelani v poznogotskem slogu. Štukater Pietro Magno je v letih 1701-04 okrasil stolnico z baročnimi štukaturami.
V letih 1721-34 je Balthasar Neumann zgradil pogrebno kapelo za škofe Schönborne, severno od transepta. Okrog vznožja vzhodnega stolpa je dodal tudi baročno zakristijo in Ornatkammer (1749).
Dodatne spremembe zahodne fasade in stolpov v letih 1879-85 (glej sliko stolnice iz leta 1904) so bile po letu 1946 odstranjene.
Večji del stavbe se je porušil pozimi 1946 zaradi požarnega bombardiranja Würzburga 16. marca 1945. Rekonstrukcija je bila končana leta 1967, med katero so odstranili baročne elemente v korist reromanizacije. Nova interpretacija poudarja kontrast med ohranjenimi zgodovinskimi deli stavbe, kar ima za posledico včasih kontroverzno kombinacijo pretežno romanike z modernimi in baročnimi elementi. Zahodno pročelje v romanskem slogu z rozeto, tristransko galerijo in odprtino za uro je bilo med rekonstrukcijo združeno z navadnim zidom iz plovca in ponovno razkrito med obnovitvenimi deli do novembra 2006. Leta 1988 je kor preoblikoval Hubert Elsässer.
Štukaturnega stropa, ki se je podrl leta 1946, niso obnovili, temveč so ga nadomestili z ravnim lesenim stropom.

## Opis
S 103 metri dolžine stolnica velja za četrto največjo romansko baziliko v Nemčiji.

### Umetniška dela
Stolnica vsebuje številna umetniška dela, od katerih so še posebej pomembna naslednja:
- Serija grobov in epitafov škofov, vključno z monumentalnima podobama knezoškofov Rudolfa II. von Scherenberga (1495) in Lorenza von Bibra (1519), delo Tilmana Riemenschneiderja
- Schönbornova kapela Balthasarja Neumanna in Maximiliana von Welscha z grobnicami Johanna Philippa von Schönborna, Lotharja Franza von Schönborna, Johanna Philippa Franza von Schönborna in Friedricha Karla von Schönborna.
- Dvojna kripta. Vzhodni del je iz leta 1040 in vsebuje Brunovo grobnico. Zahodna (12. stoletje) je bila porušena okoli leta 1700, a ponovno zgrajena po letu 1962. V njej so stari vodnjak, grobnica Konrada Querfurtskega in najstarejša umetnina v stolnici: bradati obraz, ki je lahko karolinškega ali celo merovinškega izvora.
- Pogrebna kapela/grob: Tako kot kapiteljska dvorana zgoraj je bila gotska struktura uničena v bombnih napadih, vendar je bila obnovljena.  Zdaj vsebuje cikel vitražev Georga Meistermanna.[3]
- Krstilnik (1279), mojstra Eckarta iz Wormsa
- Sedemkraki kandelaber (1981) Andreasa Moritza

### Orgle
Orgle, posvečene leta 1969, je izdelal Johannes Klais Orgelbau v Bonnu. Velike glavne orgle (6652 piščali, 87 registrov, razporejenih v petih manualih in pedalu) so na veliki galeriji na zahodni strani ladje. Manjše korne orgle z 20 registri, razdeljenimi na dva manuala in pedal, so na galeriji v južnem transeptu.
Leta 2009 so v na novo opremljene dvorane za vaje namestili orgle Karla Göckla z osmimi registri.

### Zvonovi
Stolnica ima danes 20 zvonov s skupno težo 26 ton.
Največji je Salvatorjev zvon s premerom 2,3 m in težo 10 ton.  Od starih zvonov je iz leta 1257 samo Lobdeburški zvon Cunradusa Citewarja iz Würzburga, najvidnejšega livarja zvonov svojega časa. Ker je bil leta 1933 odstranjen in shranjen v kripti, je to edini starodavni zvon stolnice, ki je preživel požarno nevihto, ki jo je povzročilo bombardiranje 16. marca 1945. Zdaj visi v jugozahodnem stolpu in zvoni vsak petek ob 15.00 ob uri smrti Jezusa Kristusa.
Vsi drugi zvonovi so se stopili in tekoča kovina je stekla v klet stolpov, kjer je bil shranjeni zaklad stolnice uničen.

## Würzburška sinoda
Med letoma 1971 in 1975 se je v stolnici na željo kardinala Döpfnerja sklicala würzburška sinoda, da bi določila uporabo drugega vatikanskega koncila v Nemčiji.

## Galerija
- Pogled na stolnico iz trdnjave
- Notranjost stolnice
- "Merovinški" križ v kripti
- Severni transept in Schönbornova kapela
- Schönbornova kapela
- Obraz škofa Rudolfa II. von Scherenberga, z monumentalne podobe Tilmana Riemenschneiderja
- Grobnica škofa Lorenza von Bibra Tilmana Riemenschneiderja
- Sepulture
- Relikvija sv. Kiliana, Colmana in Todnana
- Grob Gottfrieda von Spitzenberga, 1190